# 1796 en arts plastiques
| Années des arts plastiques : 1793 - 1794 - 1795 - 1796 - 1797 - 1798 - 1799    |
| Décennies des arts plastiques : 1760 - 1770 - 1780 - 1790 - 1800 - 1810 - 1820 |

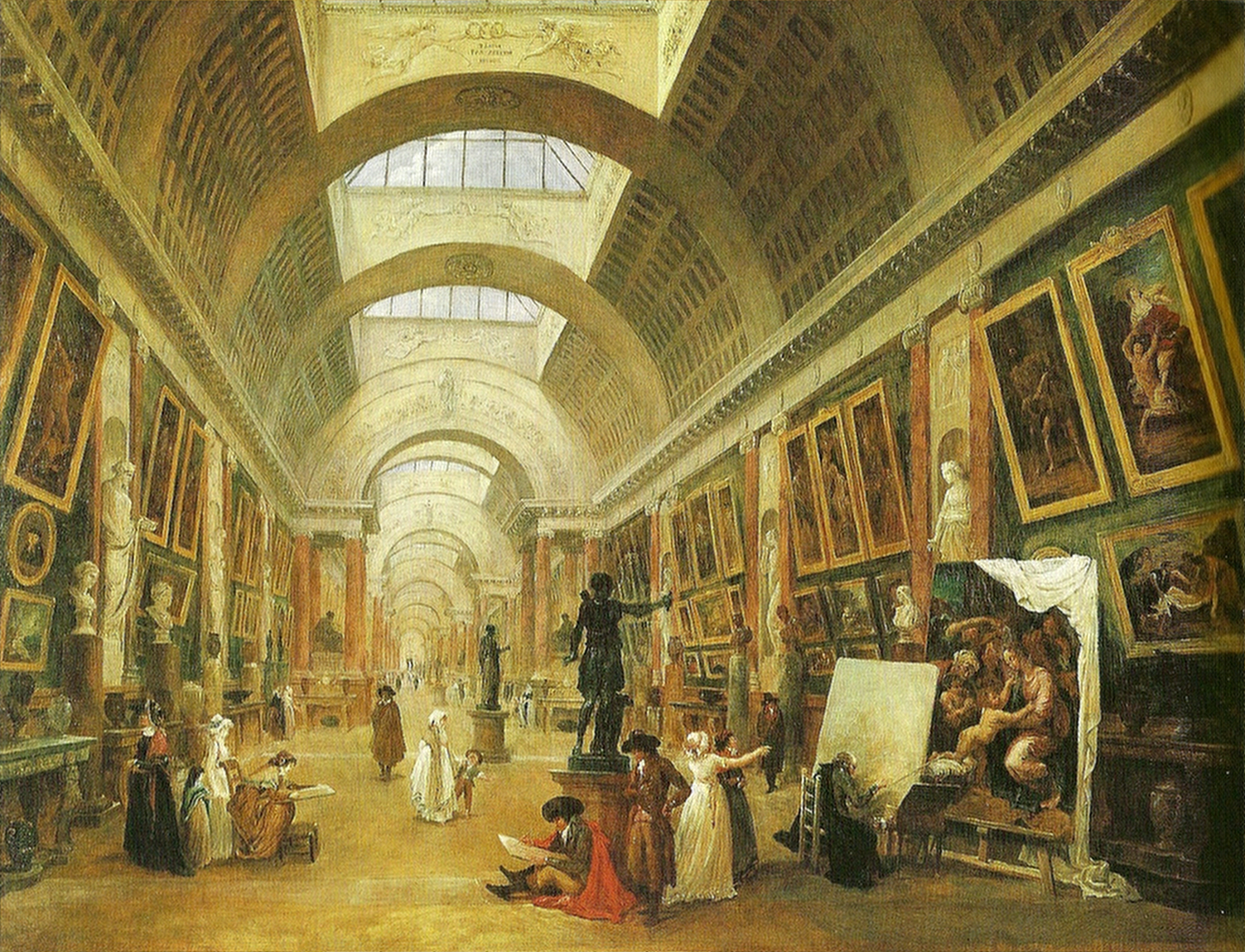
Vue de la Grande Galerie du Louvre, toile de Hubert Robert.

Cette page concerne l'année 1796 en arts plastiques.

## Événements
- Invention de la lithographie par Aloys Senefelder, comédien et dramaturge allemand[1].
- 6 octobre (15 vendémiaire an V) : Ouverture du Salon de l'an V dans le grand salon du musée central des arts, avec 871 œuvres exposées. Son organisation un an après le Salon de 1795, provenait d'une décision du ministre de l'intérieur Pierre Bénézech qui voulait que la manifestation soit annuelle[2]. La scène de genre est le genre artistique le plus représenté, tandis que le nombre des portraits est en baisse par rapport à l'exposition de 1795[3].

## Œuvres
- Album A, collection de dessins réalisés par Francisco de Goya.
- Album B, collection de dessins réalisés par Francisco de Goya.
- Iconologie ou Traité de la science des allégories (Paris, Lattré), recueil de 350 gravures de Charles-Nicolas Cochin.
- La Nativité, aquatinte de Tommaso Piroli.
- Madame Georges Anthony et ses deux fils, huile sur toile de Pierre-Paul Prud'hon.

## Naissances
- 2 février : François Vincent Latil, peintre français († 4 mars 1890),
- 3 février : Jean-Baptiste Madou, peintre, illustrateur, lithographe et aquafortiste belge († 3 avril 1877),
- 24 février : Sébastien Norblin, peintre français († 18 août 1884),
- 27 mars : Claude Bonnefond, peintre et lithographe français († 27 juin 1860),
- 12 mai : Johann Baptist Isenring, peintre, graveur et daguerréotypiste suisse († 9 avril 1860),
- 13 mai : Antoine François Gelée, graveur, lithographe et illustrateur français († 27 février 1860),
- 26 juillet :
  - George Catlin, peintre américain († 23 décembre 1872),
  - Camille Corot, peintre français († 22 février 1875),
  - Lizinska de Mirbel, miniaturiste française († 31 août 1849),
- 21 août : Asher Brown Durand, peintre et graveur américain († 17 septembre 1886),
- 30 août : Julien Léopold Boilly, peintre et lithographe français († 4 juin 1874),
- 8 septembre : Jean-Jacques Champin, peintre et lithographe français († 25 février 1860),
- 20 septembre : Michel-Philibert Genod, peintre français († 27 juillet 1862),
- 11 octobre : August Wilhelm Julius Ahlborn, peintre allemand († 24 août 1857),
- Vers 1796 :
- Giovanni Paolo Lasinio, graveur et peintre italien († 1855).

## Décès
- 2 avril :
  - Agostino Brunias, peintre italien (° vers 1730),
  - Ulrika Pasch, peintre suédoise (° 10 juillet 1735),
- 3 septembre : Louis Jean-Jacques Durameau, peintre français (° 5 octobre 1733),
- 12 novembre : Margareta Christina Giers, peintre suédoise (° 1731),
- 23 décembre : Joseph Melling, peintre d'origine lorraine (° 27 décembre 1724),
- ? :
  - Francesco Battaglioli, peintre italien (° 1725),
  - Dimitrije Popović, peintre serbe (° 1738),
  - Walter Beekerk, peintre hollandais (° 1756).